# Кузьо Тарас
Тарас Кузьо (7 квітня 1958 , Галіфакс (Англія), Західний Йоркшир ) — британський та канадський політолог українського походження, спеціаліст з історії та політики незалежної України, совєтолог.
Один із спікерів Форуму Вільних Держав Постросії (2022—2023)

## Біографія
Тарас Кузьо навчався в Сассекському (бакалаврат з економіки), Лондонському (магістр з радянських і східноєвропейських студій) та Бірмінгемському (PhD з політології) університетах. Проходив постдокторантуру в Єльському університеті. Після цього працював в Українській пресовій агенції у Великій Британії.
Науковий співробітник Центру трансатлантичних відносин (ЦТВ), Школи фундаментальних міжнародних досліджень (ШФМД) при Університеті Джонса Гопкінса. Старший науковий співробітник Кафедри українознавства Торонтського університету.
Запрошеним старшим науковим співробітником Центру славістичних досліджень Хоккайдоського університету в Японії та запрошеним старшим науковим співробітником ЦТВ ШФМД при Університеті Джонса Гопкінса у Вашингтоні, США.
Також був запрошеним професором в Інституті європейських, російських і євразійських досліджень при Школі міжнародних справ ім. Елліотта Університету Джорджа Вашингтона і старшим науковим співробітником в Центрі російських і східноєвропейських досліджень при Бірмінгемському університеті. Тарас Кузьо був політичним консультантом американського, канадського та японського урядів, а також юридичним і бізнесовим консультантом з юридичних і економічних питань.